# Meore Liga
Meore Liga (georgiska: მეორე ლიგა, Meore Liga; andraligan) var den tredje högsta ligan arrangerad av den georgiska fotbollsfederationen (GFF). Klubbarna som spelade i divisionen tävlade om uppflyttning till Pirveli Liga, nivå 2 i det georgiska ligasystemet. Ligan spelade sin sista säsong hösten 2016 och ersattes våren 2017 av Liga 3 i det nya georgiska ligasystemet.